# RoundCube
Roundcube（ラウンドキューブ）はIMAPを用いたWebメールクライアントのひとつである。特徴的なこととしてAjaxを用いていることがあげられる。およそ2年間の開発期間ののち、2008年初頭にリリースされた。
RoundcubeはPHPで書かれており、LAMP環境などで構築することができる。そのサーバーはIMAPサーバーにアクセスできることが必要であり、メールの送信にはSMTPサーバーも必要である。GPLで実装されており、無償で提供される。

## 特長
特長として以下のようなものが挙げられている。
- 70を超える多言語対応
- ドラッグ＆ドロップによるメッセージ操作
- MIMEとHTMLの完全なサポート
- 洗練されたプライバシー保護
- 添付ファイル付きメッセージの作成
- 複数の差出人情報の使い分け
- グループ分けされ、LDAPへも対応したアドレス帳
- 入力によるアドレスの補完機能
- リッチテキストあるいはHTMLによるメッセージの作成
- 添付ファイルを含んだ転送
- 内容や差出人等による検索
- メッセージ一覧のスレッド表示
- IDNA（国際化ドメイン）への対応
- スペルチェック機能
- 準備しておいたテンプレートでの応答
- IMAPフォルダーの管理
- 共有あるいは公開IMAPフォルダーのサポート
- 外部SMTPサーバーのサポート
- アクセス制御 (ACL)への対応
- 組み込みキャッシュによるメールボックスアクセスの高速化
- ユーザーとメッセージの数は無制限
- インポートおよびエクスポート機能
- カスタムスキン用テンプレート
- 柔軟な拡張のためのプラグインAPI
- PGPによる暗号化
- スリーペインによる表示